# فردریک ژفسکی
فردریک ژفسکی (انگلیسی: Frederic Rzewski؛ ‏ ‎/ˈʒɛfski/‎ ‏ ZHEF-skee؛ ‏ ۱۳ آوریل ۱۹۳۸ – ۲۶ ژوئن ۲۰۲۱) نوازنده پیانو، آهنگساز، موسیقی‌دان، استاد دانشگاه، موسیقی‌دان و مربی موسیقی اهل ایالات متحده آمریکا بود که یکی از مهم‌ترین آهنگساز-پیانیست‌های آمریکایی زمان خود به‌شمار می‌رفت. وی از سال ۱۹۷۷ تا زمان مرگش، عمدتاً در بلژیک زندگی می‌کرد. ساخته‌های اصلی او، که اغلب مضامین اجتماعی و سیاسی را در خود جای می‌دهند، شامل آهنگ مینیمالیستی «اتحاد» و واریاسیون‌های مردم متحد هرگز شکست نخواهند خورد! است که «یک کلاسیک مدرن» نامیده می‌شود.